# Wenzel Raimund Birck
Wenzel Raimund Johann Birck, psáno také Pirck, Birk, Birckh, Pirckh, Pürk nebo Pürk, (křtěný 27. června 1718 ve Vídni - 17. července 1763 tamtéž) byl rakouský skladatel a varhaník.

## Život
Birck byl žákem Mattea Palotty a Johanna Josepha Fuxe.
Spolu s Georgem Christophem Wagenseilem a Georgem Matthiasem Monnem byl jedním z prvních propagátorů symfonické hudby ve Vídni. Byl také jedním z raných učitelů W. A. Mozarta a spolu s Wagenseilem také doučoval mladého Josepha Haydna.
Od roku 1739 působil jako císařský dvorní varhaník u dvora Marie Terezie a učitel hudby císaře Josefa II. s kompoziční povinností.
Jedním z jeho žáků byl také Christoph Sonnleithner.

## Dílo
- Trattenimenti per clavicembalo, Vídeň 1757